# Karczewskaja
Karczewskaja (ros. Карчевская) – wieś w Rosji, w rejonie tarnoskim obwodu wołogodzkiego. W 2010 r. liczyła 9 mieszkańców.